# Mont Noir
Der Mont Noir (niederländisch Zwarteberg) ist ein 152 m hoher Hügel in den Flämischen Bergen, einige hundert Meter von der französisch-belgischen Grenze und einige Kilometer von Bailleul entfernt. Seinen Namen hat er von der hohen Konzentration der Schwarzkiefer in den Wäldern, die diese Erhebung bedecken. Der Berg liegt an der Grenze zwischen Belgien und Frankreich und gehört zur Gemeinde Saint-Jans-Cappel.
Drei Gemeinden teilen sich den Schwarzen Berg, zwei in Frankreich (Saint-Jans-Cappel und Boeschepe) und eine in Belgien (Westouter). Der Gipfel befindet sich vollständig in Frankreich. Auf belgischer Seite wird der Hang Zwarteberg genannt. Der flämische Name stammt von der Familie De Zwarte, die den Berg im 13. und 14. Jahrhundert besaß.
Mont Noir liegt gegenüber Vidaigneberg, Rodeberg und Baneberg. Auf französischem Gebiet steht das alte Haus der Eltern von Marguerite Yourcenar, nach der ein Departementspark an dieser Stelle benannt ist. An der französischen Südflanke befindet sich auch ein Soldatenfriedhof aus dem Ersten Weltkrieg, der Mont Noir Military Cemetery.
Der Mont Noir ist Teil des so genannten zentralen Hügelkamms im westflämischen Heuvelland, zu dem auch der Watenberg, der Kasselberg, der Wouwenberg, der Katsberg, der Boeschepeberg, der Kokereelberg, der Vidaigneberg, der Baneberg, der Rodeberg, der Sulferberg, der Goeberg, der Scherpenberg, der Monteberg, der Kemmelberg und der Letteberg gehören. Südlich dieses Bergrückens liegt das Lys-Becken, nördlich das IJzer-Becken.
Auf dem Mont Noir befindet sich eine Bronzefigur, die Edith Cavell darstellt und Miss Cavell genannt wird.

## Radrennen
Der Hang ist aus dem Radsport bekannt und wurde mehrmals in Gent-Wevelgem befahren, unter anderem 1957, 1993, 1994, 1995 und 2016–2020. In den letzten Jahren steht der Hang als Mont Noir-Ravelsput (Anstieg von der Seite des Le Vert Mont bis knapp unter den Gipfel) und Côte de la Blanchisserie (Anstieg von Saint-Jans-Cappel zur Ortschaft Croix de Poperinghe) im Rennbuch.
Die Piste kann entweder von Frankreich (Mont Noir) oder vom Berg Vidaigne aus erreicht werden.
Sie kann auch über den Langendreef und die Gemenestraat von Westouter aus befahren werden. Die Straße führt zunächst einige Kilometer lang leicht bergauf, bis der Anstieg beginnt. Oben angekommen gibt es 30 Meter Kopfsteinpflaster. Es besteht auch die Möglichkeit, den Zwarteberg von der Ortschaft Croix de Poperinghe (aus Richtung Bailleul) über die D223 zu erklimmen, die 2/3 unterhalb des Gipfels des Anstiegs auf den Mont Noir aus Richtung Viadaigneberg endet.
Der Hang ist auch Teil der Vier Tage von Dünkirchen, der Drei Tage von Westflandern und der Eurométropole Tour. Im Jahr 2014 war die französische Seite (Mont Noir) Teil der Tour de France, sie wurde auf der 4. Etappe als Anstieg der 4. Kategorie überquert. Auch bei der Tour de France 2025 wurde der Mont Noir auf der 1. Etappe befahren.
| Jahr | Etappe    | Bergwertung  | Fahrer           | Auffahrt    |
| ---- | --------- | ------------ | ---------------- | ----------- |
| 2014 | 4. Etappe | 4. Kategorie | Thomas Voeckler  | West (D318) |
| 2025 | 1. Etappe | 4. Kategorie | Jonas Vingegaard | West (D318) |

Die Piste wurde auch in die erste Version der roten Schleife der Freizeitradroute Gent-Wevelgem aufgenommen.

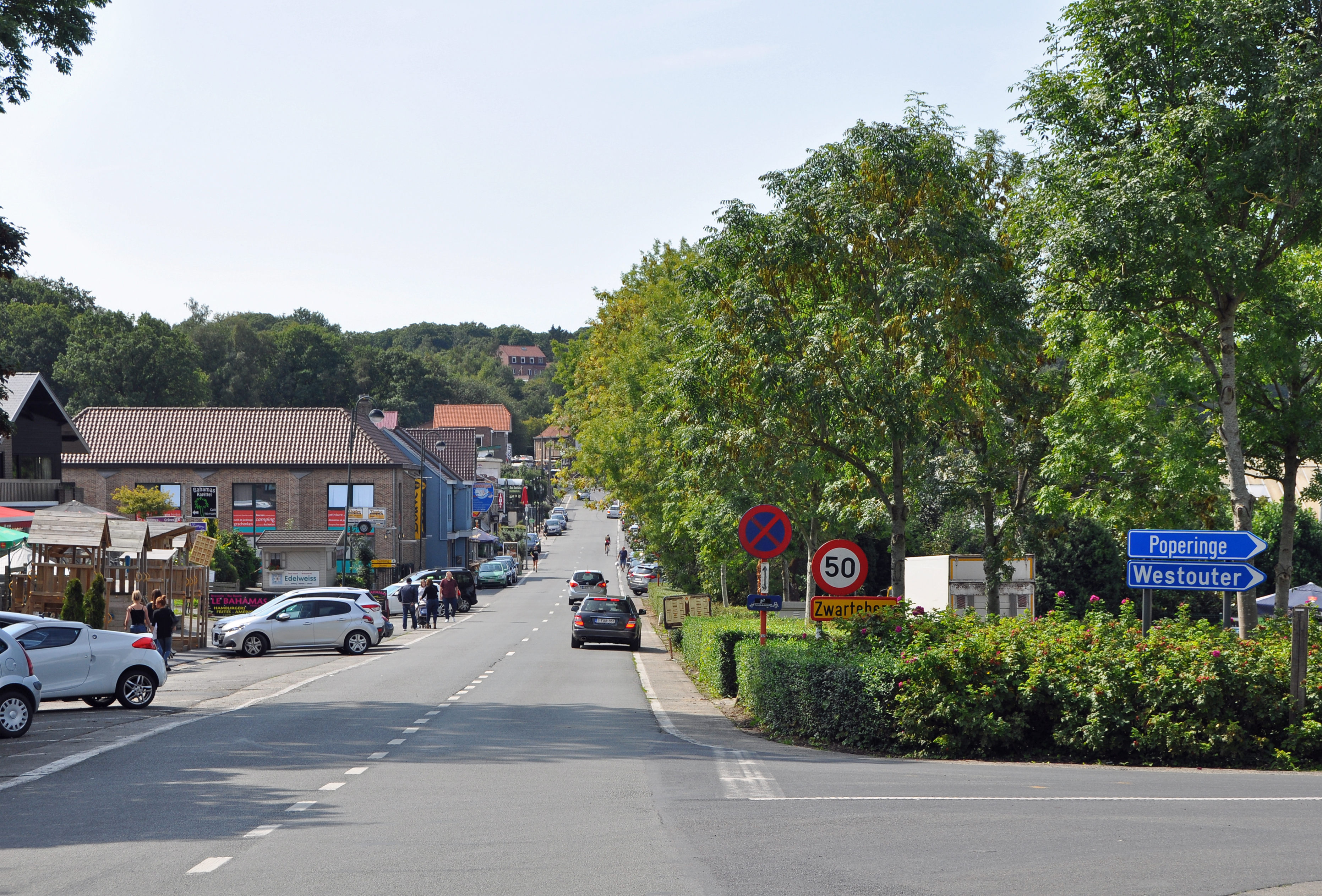
Die Ortschaft Zwarteberg (Gemeinde Heuvelland)